# Білозубка білочерева
Білочерева білозубка або велика білозубка (Crocidura leucodon) — один з видів ссавців із родини мідицевих. Поширений у Європі й Західній Азії.

## Поширення
Вона поширена в таких країнах, як Вірменія, Азербайджан, Бельгія, Боснія і Герцеговина, Болгарія, Хорватія, Чехія, Грузія, Німеччина, Греція, Угорщина, Іран, Ірак, Ізраїль, Італія, Ліван, Ліхтенштейн, Люксембург, Молдова, Нідерланди, Румунія, Росія, Сербія, Чорногорія, Словаччина, Словенія, Туреччина, Україна, можливо, Албанія, Австрія, Північна Македонія, Польща і Швейцарія.
Вподобання середовища існування цього виду різняться в різних частинах його географічного ареалу — населяє вологі місця, кам'янисті місця, гори, відкриті сільськогосподарські ландшафти, сади й приміські чи міські райони, сухі степові місця.

## Опис
Сіро-коричневе хутро, білий живіт. Хвіст сірувато-білий, довгий. Голова витягнута, загострена морда, ніс завжди рухливий. Маленькі очі, вуха, ледь піднімаються з вовни. Має зуби білі.
Білочерева білозубка має довжину тіла від 6 до 9 см, довжина хвоста становить від 3 до 5 см. Тіло вагою 6–13 грамів.

## Спосіб життя
Вона є активною протягом дня. Харчується головним чином комахами та їх личинками, слимаками, також і дрібних гризунів. Крім того, поїдає падло, і навіть фрукти. Кількість з'їденої їжі у зв'язку з втратою ваги є дуже високою.

## Розмноження
Вагітність триває від 31 до 33 днів. Самка народжує у виводку від 3 до 6 дитинчат. Вони стають статевозрілими вже після 4 місяців життя, і тому можуть розмножуватися в тому ж році. За ці роки вона виводить від 2 до 4 виводків. Ці ссавці живуть дуже недовго — до 1,5 років.

## Охорона
Вид у 2009 році був внесений до Червоної книги України. Зустрічається досить часто в цілинних степах Херсонської області і АР Крим, є поодинокі випадки зустрічі в Львівській, Волинській, Закарпатській і Чернівецькій областях.